# Hans-Helmut Dieterich
Hans-Helmut Dieterich (* 7. Mai 1945 in Saulgau, nach anderen Quellen in Schwäbisch Gmünd) ist Jurist und war Verwaltungsbeamter des Landes Baden-Württemberg. Zuletzt war er Oberbürgermeister in Ellwangen (Jagst).

## Herkunft und Ausbildung
Dieterich wuchs in Schwäbisch Gmünd auf. Er studierte Rechtswissenschaft in Tübingen, Berlin und Würzburg. Seit dem Studium ist er Mitglied der katholischen Studentenverbindung KStV Rechberg Tübingen im KV. In Würzburg legte er das 1. Staatsexamen ab und promovierte dort mit einem Thema aus dem Bereich des Kirchenrechts und der Rechtsgeschichte.

## Berufliche Laufbahn
Nach dem Rechtsreferendariat wurde er Landesbeamter im Dienst des Landes Baden-Württemberg bei den Landratsämtern in Heilbronn und Landratsamt Schwäbisch Hall. Seit 1980 war er Erster Bürgermeister und seit 1995 bis 2003 Oberbürgermeister der Stadt Ellwangen (Jagst). In seine Amtszeit als Oberbürgermeister fallen der Bau einer innerörtlichen umstrittenen Umgehungsstraße, verbunden mit dem Bau einer Fußgängerzone, zahlreiche Maßnahmen der Stadtsanierung und die Gründung des Alamannenmuseums Ellwangen.

## Wirken als Lokalhistoriker
Dieterich war von 1985 bis 1996 Leiter des Ellwanger Geschichts- und Altertumsvereins, dessen Ehrenvorsitzender er mittlerweile ist. Er hat einige lokalgeschichtliche Bücher verfasst und/oder (mit-)herausgegeben.
Im Rahmen der Verleihung des Landespreises für Heimatforschung erhielt er eine „Anerkennungsurkunde für herausragende Leistungen zur Heimatforschung im Land Baden-Württemberg“.

## Schriften (Auswahl)
- Rechtsstellung und Rechtstätigkeit der Schwäbisch Gmünder Klöster bis zum Dreißigjährigen Krieg, 1977.
- Ellwangen in alten Ansichten, 1989 (mit Hans Pfeifer).
- … wie erschröcklich gehet es in Gemündt zu! Bürgerunruhen und Streitigkeiten mit den Untertanen in der Reichsstadt Schwäbisch Gmünd zwischen 1648 und 1802, 2007.
- 525 Jahre Friedhof bei St. Wolfgang in Ellwangen, 2011.
- Die St. Leonhards-Kapelle und der dortige Friedhof in Schwäbisch Gmünd, 2015 (rezensiert von Friedemann Schmoll, Schwäbische Heimat 2/2016, S. 261).[8]
- Johann Leonhard von Allé : 1777–1857 : Lehrer und Gründer des ersten württembergischen Gehörlosen-Instituts, 2021.

## Auszeichnungen und Ehrungen
- 2003[9]
- 2008 Anerkennungsurkunde für herausragende Leistungen zur Heimatforschung im Land Baden-Württemberg.
- 2011 Philipp-Jeningen-Medaille in Silber[10]